# آل مسلمة
آل مسلمة قرية تتبع مركز وادي زيد، محافظة النماص في منطقة عسير في جنوب غرب السعودية.